# 30154 Christichil
30154 Christichil este un asteroid din centura principală de asteroizi.

## Descriere
30154 Christichil este un asteroid din centura principală de asteroizi. A fost descoperit pe 5 aprilie 2000 la Socorro, New Mexico, în cadrul proiectului LINEAR. Asteroidul prezintă o orbită caracterizată de o semiaxă mare de 2,46 ua, o excentricitate de 0,19 și o înclinație de 4,2° în raport cu ecliptica.